# Matějov (Sedlec-Prčice)
Matějov je část města Sedlec-Prčice v okrese Příbram ve Středočeském kraji. Nachází se asi čtyři kilometry západně od Sedlce. Je zde evidováno 14 adres. V roce 2011 zde trvale žilo 23 obyvatel.
Matějov leží v katastrálním území Kvasejovice o výměře 5,73 km². Tvoří jej dvě části, Dolní Matějov (při severní straně silnice III/10529 ze Sedlce do Nechvalic) a Horní Matějov (asi půl kilometru jižně, vede do něj od Dolního Matějova asfaltovaná místní komunikace, která zde končí).

## Historie
První písemná zmínka o vesnici pochází z roku 1545.

## Obyvatelstvo
| Rok            | 1869 | 1880 | 1890 | 1900 | 1910 | 1921 | 1930 | 1950 | 1961 | 1970 | 1980 | 1991 | 2001 | 2011 | 2021 |
| -------------- | ---- | ---- | ---- | ---- | ---- | ---- | ---- | ---- | ---- | ---- | ---- | ---- | ---- | ---- | ---- |
| Počet obyvatel | 86   | 76   | 82   | 78   | 63   | 67   | 55   | 38   | 35   | 38   | 29   | 15   | 17   | 23   | 19   |
| Počet domů     | 12   | 13   | 13   | 13   | 12   | 11   | 11   | 12   | 12   | 9    | 9    | 11   | 12   | 14   | 17   |

## Obecní správa
Při sčítání lidu v letech 1850–1979 Matějov byl osadou obce Kvasejovice, se kterým patřil nejprve do okresu Sedlčany, ale od roku 1960 v okrese Benešov. Od 1. ledna 1980 je částí města Sedlec-Prčice v okrese Benešov. Od 1. ledna 2007 vesnice přešla spolu s městem Sedlec-Prčice z okresu Benešov do okresu Příbram.